# Dopgrav

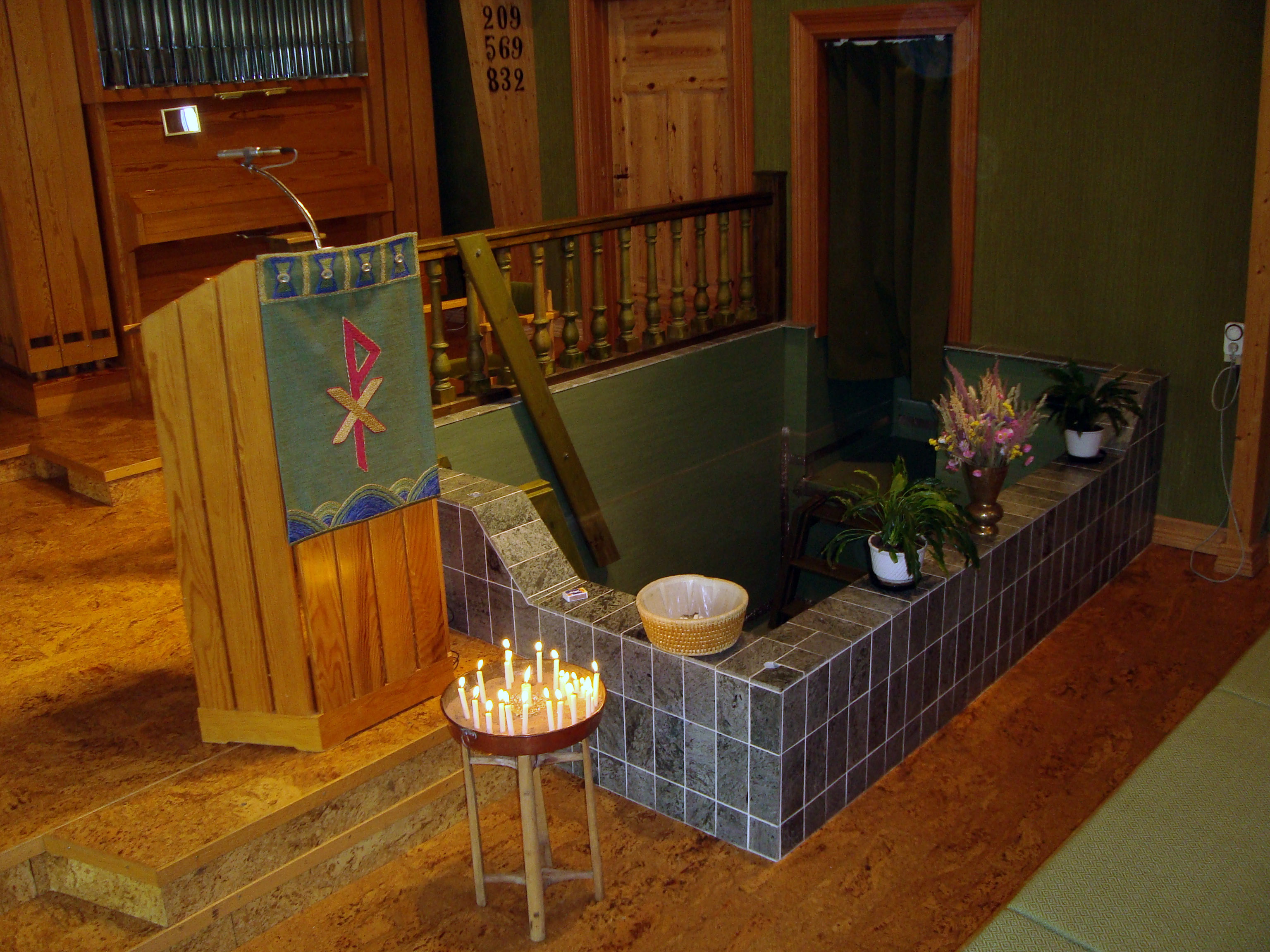
Dopgraven i Vasakyrkan, Hedemora.

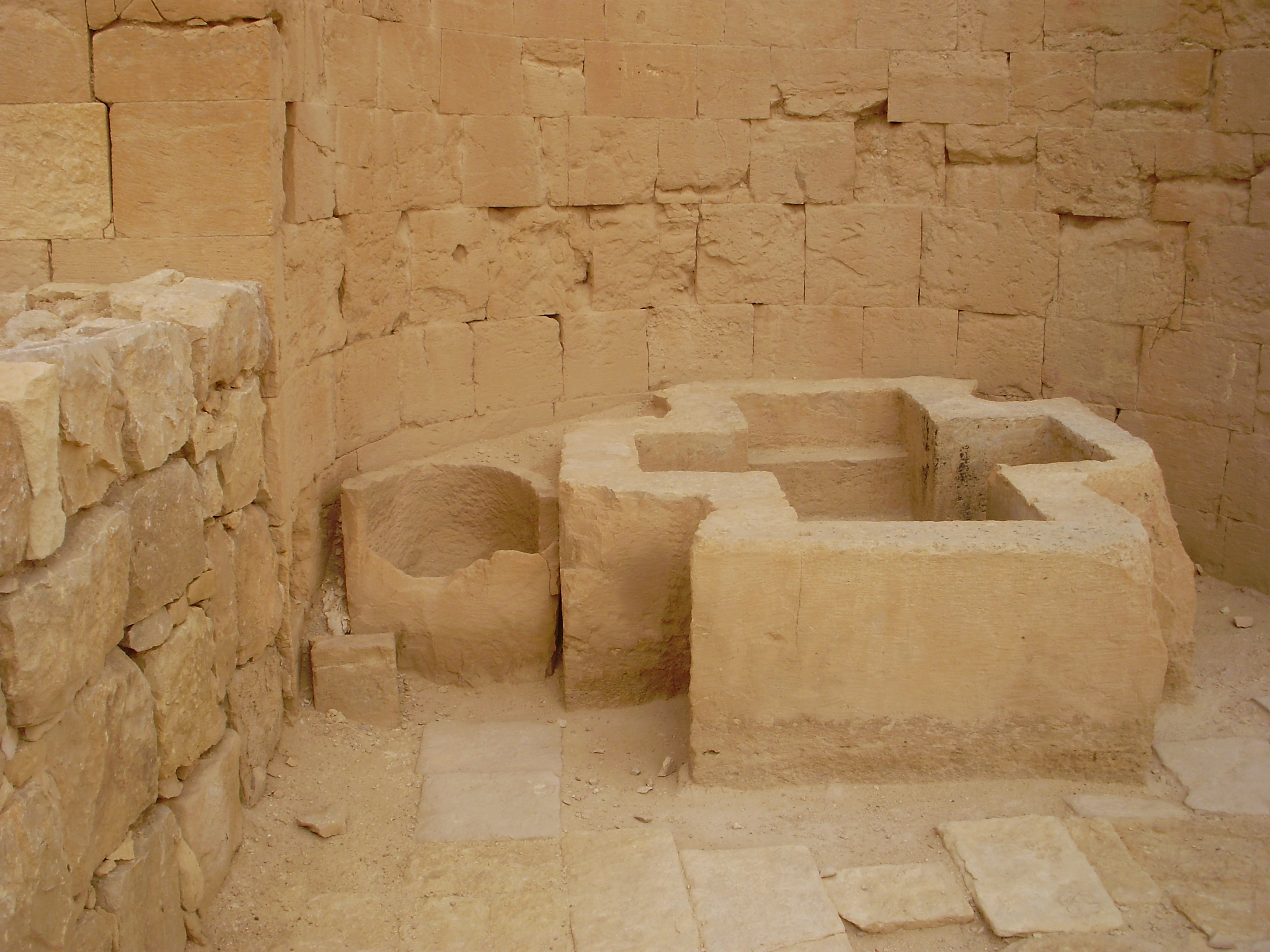
I den tidiga kyrkan hade dopgraven formen av ett kors här från Basilikan i Negev i södra Israel.

Dopgrav är en bassäng som används för dop. Inte minst i den tidiga kyrkan hade dopgraven formen av ett kors Den som döptes steg ner från vänster i en grav fylld av vatten. Hon nedsänktes tre gånger för att sedan komma upp igen mot öster. Att stiga ned i dopgraven uttrycker att bli begravd och uppväckt tillsammans med Kristus. Man har begravt sitt gamla liv och stiger upp som en ny kristen människa. Sådana dopgravar används fortfarande i vissa kyrkor.
Dopgravar är även vanligt förekommande hos samfund som tillämpar vuxendop, såsom baptiströrelsen.